# Geissolepis
Geissolepis é um género botânico pertencente à família Asteraceae.